# Rio Abaeté
Der Rio Abaeté ist ein etwa 270 km langer Fluss im brasilianischen Bundesstaat Minas Gerais. 
Er entspringt in dem Gebirgszug Serra da Canastra etwa 20 Kilometer nördlich von São Gotardo. 
Danach führt sein Verlauf Richtung Norden durch die typische Hügellandschaft von Minas Gerais. 
Nördlich des Três-Marias-Stausees mündet er schließlich in den Rio São Francisco.